# Îles Tukangbesi
Les îles Tukang Besi, en indonésien Kepulauan Tukang Besi, sont un archipel situé au sud-est de l'île indonésienne de Sulawesi. Elles sont formées des sous-ensembles suivants :
- Les îles Wakatobi :
  - Au nord-est : Wangiwangi (ou Wanci), Kambode, Kampenane, Timor
  - Au nord : Kaledupa, Hoga, Pulau Linea
  - Au sud : Tomia, Talondano, Lineta, Binongko
- À l'est : Moromaho, Cowocowo, Kentiole, Runduma, Anano
- Partie occidentale de l'atoll (karang en indonésien) : Karang Kapota, Karang Kaledupa
- Partie orientale de l'atoll : Karang Koromaha, Karang Kadupa
- Les îles Langkesi au nord-est.

## Histoire
Traditionnellement, ces îles dépendaient du royaume de Buton fondé au XVe siècle.

## Langue et culture

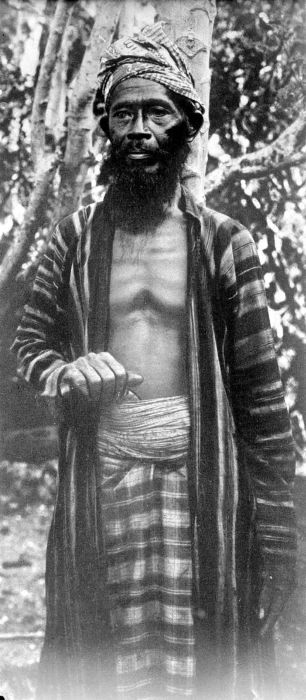
Le chef de la communauté de Wangiwangi à l'époque des Indes néerlandaises

La langue tukangbesi appartient au sous-groupe muna-buton dans le groupe sulawesien de la branche malayo-polynésienne des langues austronésiennes.
Grâce à un sol très fertile, les habitants des Tukang Besi ont pu développer une agriculture prospère. Outre le riz, les principales cultures sont le maïs et la cassave. Beaucoup d'habitants sont également pêcheurs ou charpentiers marins. Beaucoup d'habitants de Tukang Besi ont également émigré vers d'autres îles de l'Indonésie orientale.
Les maisons des Tukang Besi sont sur pilotis.
L'éducation a toujours tenu une place importante dans la société de Tukang Besi. Il existe une littérature traditionnelle florissante. La connaissance de langues étrangères est également encouragée.
95 % de la population des Tukang Besi Utara est musulmane. Mais, comme ailleurs en Indonésie, la croyance en toutes sortes d'esprits est toujours une part importante de la vie des villageois. Les Tukang Besi considèrent que la nature est une création de Dieu qu'il faut vénérer.
Le soufisme est également pratiqué par les Tukang Besi.

## Tourisme
Les îles Tukang Besi abritent le parc national marin de Wakatobi, le 2e plus grand parc national marin d'Indonésie après celui de Taka Bonerate.
Pour s'y rendre, il existe 2 possibilités :
- Des vols quotidiens relient Makassar la capitale de la province de Sulawesi du Sud, à Kendari, la capitale de Sulawesi du Sud-Est. De Kendari, on prend un bateau rapide pour Bau-Bau, la principale ville de l'île de Buton.
- Un bateau de la compagnie maritime nationale PELNI relie Makassar à Bau-Bau.

De Bau-Bau, on prend un bateau pour Hoga, la principale localité des Tukang Besi.